# Gróthúsvatn
Gróthúsvatn är en sjö i Färöarna (Kungariket Danmark).   Den ligger i sýslan Sandoyar sýsla, i den södra delen av landet, 19 km söder om huvudstaden Tórshavn. Gróthúsvatn ligger 8 meter över havet. Arean är 0,14 kvadratkilometer. Den ligger på ön Sandoy. Gróthúsvatn ligger vid sjön Sandsvatn.  Den sträcker sig 1,1 kilometer i nord-sydlig riktning, och 0,3 kilometer i öst-västlig riktning.